# تأخیر در عدالت
تأخیر در عدالت (کره‌ای: 날아라 개천용) یک مجموعهٔ تلویزیونی کره جنوبی سال ۲۰۲۰ با بازی کوان سانگ وو، به سونگ وو (بعداً جونگ وو سونگ جایگزین او شد)، کیم جو هیون و جونگ وونگ این است. این مجموعه از ۳۰ اکتبر ۲۰۲۰ تا ۲۳ ژانویه ۲۰۲۱، روزهای جمعه و شنبه ساعت ۲۲:۰۰ (کی‌اس‌تی) از اس‌بی‌اس برای ۲۰ قسمت پخش شد. کارگردان تأخیر در عدالت در یک کنفرانس مطبوعاتی گفت که این مجموعه بر پایه اتفاقات زندگی واقعی است هر چند که واقعه‌ها، نام‌ها و مکان‌ها تغییر کرده‌اند.

## بازیگران

### اصلی
- کوان سانگ وو در نقش پارک ته یونگ
  - پارک سانگ هون در نقش جوانی پارک ته یونگ
- به سونگ وو / جونگ وو سونگ[۱۰] در نقش پارک سام سو
- کیم جو هیون در نقش لی یو کیونگ
- جونگ وونگ این در نقش جانگ یون سوک

### مکمل
- کیم اونگ سو در نقش کانگ چول وو
- جو سونگ ها در نقش جو کی سو
- کیم کپ سو در نقش کیم هیونگ چون
- لی وون جونگ در نقش هان سانگ مان
- آن شی ها در نقش هوانگ مین کیونگ
- پارک جی ایل در نقش کیم بیونگ ده
- لی سون وون در نقش کیم گی هیون
- کیم هه هوا در نقش لی جین شیل
- لی چول مین در نقش آن یونگ کوان
- جون جین گی در نقش تاک جه هیونگ
- چا سون به در نقش مون جو هیونگ
- چه وون بین در نقش جونگ میونگ هی

### حضور ویژه
- لی جونگ جه در نقش جانگ ته جون (قسمت ۱۹)[۱۳]
- لی الیجا در نقش یون هه وون[۱۴]
- جونگ وو سونگ در نقش پارک سام سو (قسمت ۱۷–۲۰)
- لی جونگ هیوک در نقش هو سونگ یون (قسمت ۱۸–۲۰)

## تولید
در ۱۲ دسامبر ۲۰۲۰، بازیگر به سونگ وو به دلیل رانندگی تحت تأثیر از این مجموعه برکنار و بازیگر جونگ وو سونگ جایگزین او شد.